# Ernst Heinrich Wilhelm Hampe

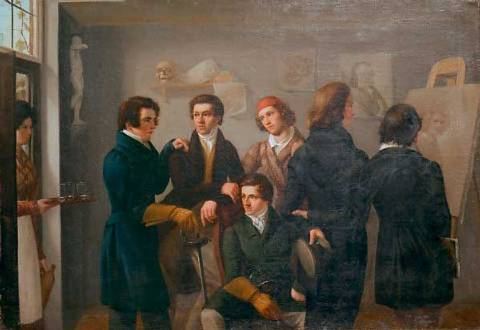
Bildnisgruppe junger Künstler 1828
Der Dresdener Freundeskreis des Malers E. H. W. Hampe in dessen Atelier; in der Mitte im Hausmantel Selbstbildnis

Ernst Heinrich Wilhelm Christoph Hampe (* 25. Juli 1806 im Schulhaus Brennhorst in Hille; † vor 1862 in Rom) war ein deutscher Maler.

## Leben und Wirken
Ernst Hampe stammt aus Westfalen und war der Sohn des Schullehrers Ludwig Heinrich Wilhelm Hampe (* ca. 1769; † 8. Januar 1814 in Brennhorst/Hille) und dessen zweiter Ehefrau Friederike Wilhelmine Louise Amalie Schwetmann (* 28. Februar 1785 in Varl/Rahden; † 23. März 1849 in Bremen). Nach dem Tod des Vaters hat seine Mutter am 27. Mai 1818 in Bremen den Küper und Tonnenmacher Johann Hinrich Schumacher (1788–1848) geheiratet, bei dem Ernst Hampe mit seinen Geschwistern und Halbgeschwistern in der Bremer Neustadt aufgewachsen ist.
Mit 19 Jahren begann Hampe seine Arbeit als Lackierer bei der Firma Carl Friedrich Mertins in Bremen. Dank privaten Gönnern lernte er gleichzeitig Malerei an der Mal- und Zeichenschule von Friedrich August Brandes (ca. 1770–1826) in Bremen und Carl Baumbach (1794–1857).
Seit September 1827 studierte Hampe Malerei an der Königlichen Akademie der bildenden Künste in Dresden. Im Jahre 1830 erhielt er ein Stipendium zur „Fortführung und Vollendung seines Studiums als Portrait-Maler“.
Ab 1833 war Hampe in Bremen tätig, danach kam er nach Rom, besuchte unterwegs Salzburg, wo er den Salzburger Erzbischof Augustin Johann Joseph Gruber porträtierte, Bologna und Florenz. Dann kam er nach Innsbruck, wo er die Römerin Maria Aloisia Ferrari heiratete. Um 1840 kam Hampe wieder nach Rom, wo er ein Atelier gründete. Aus Rom sandte Hampe Genrebilder zum Verkauf nach Bremen.
Im Zeitraum 1838 bis 1847 korrespondierte Hampe mit seinem Gönner Werner Ellerhorst (1802–1878), später Direktor der Sparkasse Bremen. Von 1845 bis 1847 wohnte Hampe wieder in Bremen, wo am 25. September 1846 ein Sohn Oscar geboren wurde. Er plante einen Umzug nach Rahden bei Minden, dem Heimatort seiner Mutter, doch sein Einbürgerungsantrag wurde abgewiesen.
Ende 1847 kam er wieder nach Rom, wo er im Antico Caffè Greco den Deutschrömern begegnete. Über sein weiteres Leben gibt es fast keine sicheren Angaben. Im Bericht der Kunsthalle Bremen von 1862 wird er als verstorben bezeichnet.
Ernst Heinrich Wilhelm Hampe schuf insbesondere Genrebilder und Porträts, seltener Landschaften und Städtebilder.

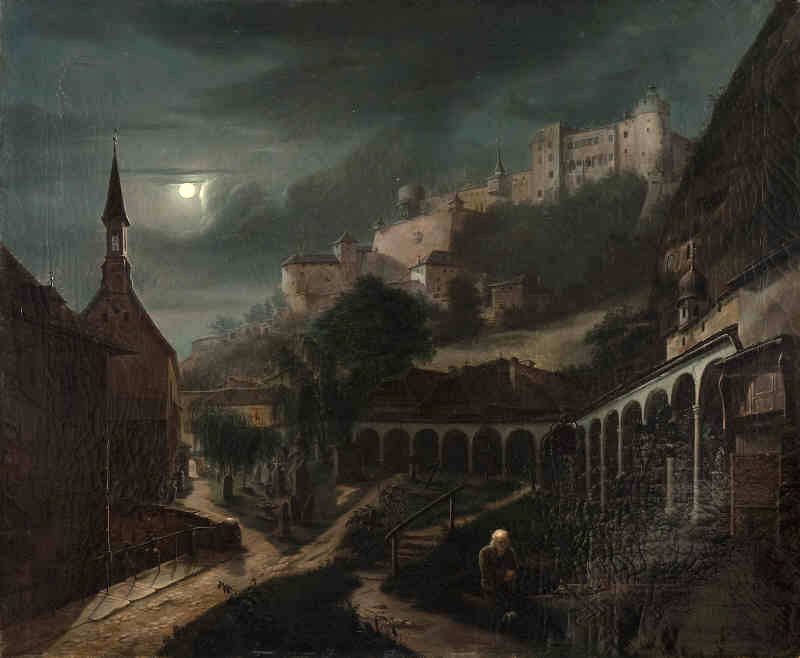
Der Friedhof von St Peter in Salzburg
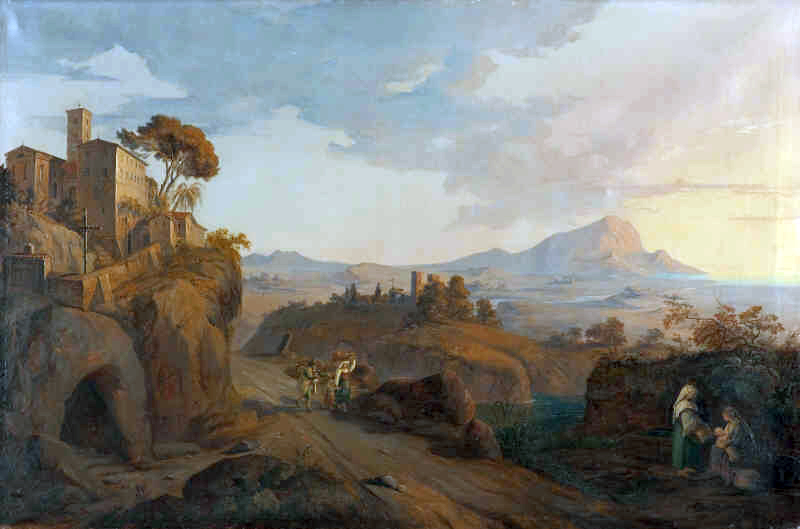
Italienische Landschaft
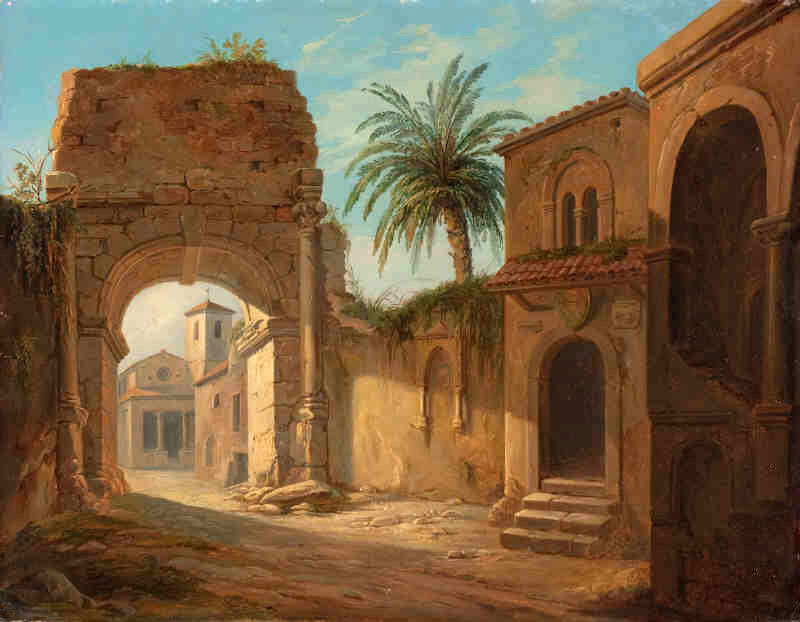
Klosterkirche auf dem Aventin in Rom
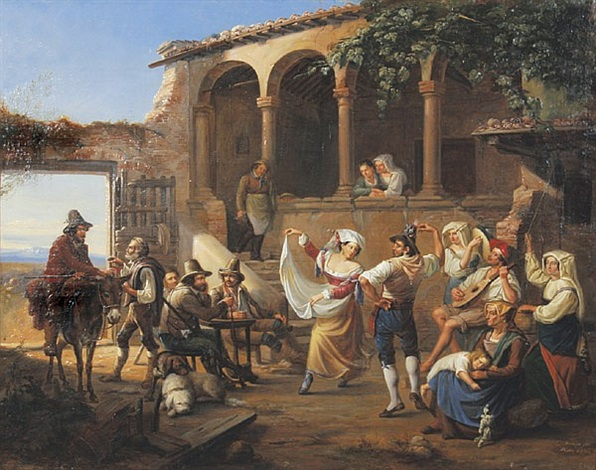
Römisches Volksleben